# Kecskeméti RC
A Kecskeméti Röplabda Club Kecskemét férfi röplabdacsapata. Korábban Kalo-Méh KSE-ként, Phoenix Mecano KRC-ként, illetve Kecskeméti SC-ként volt ismert. Hazai arénája a Messzi István Sportcsarnok. A csapat jelenleg a bajnokság meghatározó csapata, háromszoros bajnok és négyszeres kupagyőztes.

## Sikerek
Magyar első osztályú röplabda-bajnokság
- 3-szoros bajnok: 1983, 1987, 2014
- 11-szeres ezüstérmes: 1982, 1984, 1985, 1986, 2008, 2009, 2010, 2011, 2012, 2013, 2015
- 7-szeres bronzérmes: 1980, 1988, 1990, 2005, 2007, 2016, 2018

Röplabda Magyar Kupa
- 4-szeres győztes: 1983, 1988, 2014, 2019[3]
- 15-szörös ezüstérmes: 1978, 1981, 1982, 1984, 1985, 1986, 1987, 2009, 2010, 2012, 2013, 2015, 2016, 2018, 2020
- 9-szeres bronzérmes: 1980, 1990, 1997 (megosztva), 2005, 2006, 2008, 2011, 2023[4], 2024